# George Sotiropoulos
George Sotiropoulos, né le 9 juillet 1977 est un pratiquant australien d'arts martiaux mixtes (MMA) et ceinture noire de jiu-jitsu brésilien. En 2012, il est en concurrence dans la division des poids mi-lourds de l'Ultimate Fighting Championship.

## Palmarès en arts martiaux mixtes
| Résultat | Record | Adversaire         | Méthode                       | Événement                           | Date             | Round | Temps | Lieu                                   | Notes                 |
| -------- | ------ | ------------------ | ----------------------------- | ----------------------------------- | ---------------- | ----- | ----- | -------------------------------------- | --------------------- |
| Défaite  | 14-6   | KJ Noons           | Décision Unanime              | UFC 166: Velasquez vs. Dos Santos 3 | 19 octobre 2013  | 3     | 5:00  | Houston, Texas, États-Unis             |                       |
| Défaite  | 14-5   | Ross Pearson       | TKO (Punches)                 | UFC on FX: Sotiropoulos vs. Pearson | 15 décembre 2012 | 3     | 0:41  | Gold Coast, Australie                  |                       |
| Défaite  | 14-4   | Rafael dos Anjos   | KO (Punch)                    | UFC 132: Cruz vs. Faber 2           | 2 juillet 2011   | 1     | 0:59  | Las Vegas, Nevada, États-Unis          |                       |
| Défaite  | 14-3   | Dennis Siver       | Décision Unanime              | UFC 127: Penn vs. Fitch             | 27 février 2011  | 3     | 5:00  | Sydney, Australie                      |                       |
| Victoire | 14-2   | Joe Lauzon         | Soumission (Kimura)           | UFC 123: Rampage vs. Machida        | 20 novembre 2010 | 2     | 2:11  | Auburn Hills, Michigan, États-Unis     | Fight of the Night.   |
| Victoire | 13-2   | Kurt Pellegrino    | Décision Unanime              | UFC 116: Lesnar vs. Carwin          | 3 juillet 2010   | 3     | 5:00  | Las Vegas, Nevada, États-Unis          |                       |
| Victoire | 12-2   | Joe Stevenson      | Décision Unanime              | UFC 110: Nogueira vs. Velasquez     | 21 février 2010  | 3     | 5:00  | Sydney, Australie                      | Fight of the Night.   |
| Victoire | 11-2   | Jason Dent         | Soumission (Armbar)           | UFC 106: Ortiz vs. Griffin 2        | 21 novembre 2009 | 2     | 4:35  | Las Vegas, Nevada, États-Unis          |                       |
| Victoire | 10-2   | George Roop        | Soumission (Kimura)           | UFC 101: Declaration                | 8 août 2009      | 2     | 1:59  | Philadelphie, Pennsylvanie, États-Unis | Début en Lightweight. |
| Victoire | 9-2    | Roman Mitichyan    | TKO (Punches)                 | UFC Fight Night: Florian vs Lauzon  | 2 avril 2008     | 2     | 2:24  | Broomfield (Colorado), États-Unis      |                       |
| Victoire | 8-2    | Billy Miles        | Soumission (Rear Naked Choke) | The Ultimate Finale 6               | 8 décembre 2007  | 1     | 1:36  | Las Vegas, Nevada, États-Unis          | Début à l'UFC.        |
| Victoire | 7-2    | Jung Hwan Cha      | Soumission (Armbar)           | Spirit MC 11: Invasion              | 22 avril 2007    | 2     | 3:27  | Séoul, Corée du Sud                    |                       |
| Défaite  | 6-2    | Shinya Aoki        | DQ (Groin Strike)             | Shooto: Champion Carnival           | 14 octobre 2006  | 2     | 0:05  | Yokohama, Japon                        |                       |
| Victoire | 6-1    | Shigetoshi Iwase   | Décision Unanime              | Kokoro: Kill Or Be Killed           | 15 août 2006     | 2     | 5:00  | Tokyo, Japon                           |                       |
| Victoire | 5-1    | Kyle Noke          | Décision Unanime              | Warriors Realm 5                    | 25 février 2006  | 5     | 5:00  | Australie                              |                       |
| Victoire | 4-1    | Sergio Lourenco    | Décision Unanime              | FFCF 5: Unleashed                   | 27 janvier 2006  | 3     | 5:00  | Guam                                   |                       |
| Défaite  | 3-1    | Kyle Noke          | Décision Partagée             | Warriors Realm 4                    | 2 juillet 2005   | 3     | 5:00  | Australie                              |                       |
| Victoire | 3-0    | Marcio Bittencourt | Soumission (Rear Naked Choke) | K-1 Challenge 2004 Oceania vs World | 18 décembre 2004 | 1     | 3:30  | Gold Coast, Australie                  |                       |
| Victoire | 2-0    | Kelly Jacobs       | Soumission (Armbar)           | Warriors Realm 2                    | 10 décembre 2004 | 1     | 4:12  | Southport, Queensland                  |                       |
| Victoire | 1-0    | Gavin Murie        | Soumission (Armbar)           | XFC 6: Ultimate Fighting Returns    | 20 novembre 2004 | 1     | 1:28  | Southport, Queensland                  |                       |